# Municipio de Mendham
El municipio de Mendham (en inglés: Mendham Township) es un municipio ubicado en el condado de Morris en el estado estadounidense de Nueva Jersey. En el año 2010 tenía una población de 5.869 habitantes y una densidad poblacional de 125,9 personas por km².

## Geografía
El municipio de Mendham se encuentra ubicado en las coordenadas 40°47′14″N 74°34′59″O / 40.78722, -74.58306.

## Demografía
Según la Oficina del Censo en 2000 los ingresos medios por hogar en el municipio eran de $136,174 y los ingresos medios por familia eran $146,254. Los hombres tenían unos ingresos medios de $100,000 frente a los $57,946 para las mujeres. La renta per cápita para la localidad era de $61,460. Alrededor del 1.8% de la población estaba por debajo del umbral de pobreza.